# Pseudophryne raveni
Pseudophryne raveni es una especie  de anfibios de la familia Myobatrachidae.

## Distribución geográfica
Se encuentra Australia.